# Condemned 2: Bloodshot
Condemned 2: Bloodshot (в Европе и Австралии вышла под названием Condemned 2) — компьютерная игра в жанре survival horror с элементами Beat 'em up, созданная студией Monolith Productions и выпущенная компанией Sega для Xbox 360 и PlayStation 3. Игра является продолжением Condemned: Criminal Origins.

## Сюжет
События Condemned 2: Bloodshot происходят спустя 11 месяцев, после событий первой Condemned. Мистический феномен, вызывающий тягу к безумному насилию и массовому психозу среди бомжей и прочих отбросов общества в Метро-Сити стал только хуже, увеличилось количество бунтов на улицах. Протагонист Итан Томас, уволившийся из отдела ФБР по серийным убийствам после событий из расследования дела о Серийном Убийце X, скатился вниз и теперь стал бездомным, жестоким алкоголиком. Он до сих пор страдает от паранормальных видений, а его алкоголизм проявляется как злое альтер эго, издевающееся над ним в его галлюцинациях.
По приказу директора Фаррелла, Итана опять наняли в отдел серийных убийств, для расследования убийства его бывшего наставника, Малькольма Ванхорна. Ему помогает старый партнёр, Роза, и им командует враждебный и злой агент Дорланд, тактический командир отдела серийных убийств. В ходе расследования, Итан узнаёт, что его заклятый враг, Серийный Убийца X, всё ещё жив, вернулся к жизни при помощи своего дяди Малькольма Ванхорна, после того как получил пулю в голову в конце оригинальной Condemned. Серийный Убийца X убивает Малькольма Ванхорна, мэра Метро-Сити Рейчел Марс, и в итоге похищает директора Фаррелла.
Также Итан и Роза находят источник всех проблем города — секретную организацию, известную как «Оро», культ, упоминаемый в первой Condemned, члены которого используют металлические имплантаты для получения пси-способностей, которые позволяют им оказывать влияние и контроль на остальных людей. По теории Розы, они — источник всех человеческих преступлений, войн и ненависти.
Серийный Убийца X, узнавший об Оро, хочет использовать их пси-способности и убивает, и расчленяет членов Оро, чтобы получить эти способности. Но Оро сильнее, чем кажется; среди них многие уважаемые в обществе люди, включая мэра Марс, директора Фаррелла и агента Дорланда. Оро так же контролируют отдел серийных убийств, и Дорланд, и его тактические команды попытаются убить Итана, когда он раскроет секрет. Итан наносит ответный удар с помощью Розы, агента Пирса ЛяРу, и даже Серийного Убийцы X, который спасает Итана от отдела серийных убийств, называя это «будущими инвестициями».
Малькольм Ванхорн, посвятивший жизнь борьбе с Оро, оставляет Итану видеопослание, раскрывающее правду: родители Итана были членами Оро, которые покинули культ и за это были убиты. Сам Итан является «Лекарством», появление которого давно предсказывалось — он обладает «прекрасно развитыми» голосовыми связками, позволяющими генерировать звуковые силы Оро без металлических имплантатов, которые используют Оро. Способности Итана намного больше, чем у Оро, способные уничтожить плоть и кости. «Лекарство» предназначено для того, чтобы быть «голосом, который противостоит Оро». В итоге, агент Дорланд и Оро хотят убить Итана. Директор Фаррелл, член отколовшейся части Оро, которая хочет нанять, а не уничтожить Итана, жертвует собой чтобы раскрыть силы Итана, когда их обоих загоняет в угол агент Дорланд.
Итан отправляется на Полуостров, искусственный клочок суши, где Оро разместили базу, откуда они наблюдают и осуществляют контроль над городом. Используя свои новые голосовые способности, Итан побеждает членов Оро, уничтожает машину, которой Оро контролировали весь город, и затем сражается с Дорландом в голосовой дуэли на разрушающемся Полуострове. Побеждённый Дорланд рассказывает Итану, что мотивы Оро — «создание враждебности, непоколебимого желания бороться. Чтобы стать… неизвестными защитниками». Итан спрашивает, от чего они должны защищать, но не получает ответа. Итан сказал Дорланду, что тот был лишь марионеткой, и его бросили умирать. Итан улетает на вертолёте с Розой и ЛяРу. ЛяРу предлагает Итану выпить, но он отказывается, поборов внутренние пороки. В это время, у президента США случается сердечный приступ, когда он получает сообщение «„Лекарство“ среди нас!», что означает, что президент так же был членом Оро. Наконец, с прямым намёком на триквел, Серийный Убийца X получает металлический имплантат Оро, подсоединённый ко рту, похожий на тот, что был у Тёмного Руководителя, члена Оро, с которым Итан сражался и убил в концовке первой Condemned.

## Геймплей

### Однопользовательская игра
Так же как и оригинал, Condemned 2: Bloodshot является шутером от первого лица, сконцентрированным на ближнем бое, с элементами стрельбы. Включает в себя немного приключенческой игры, например при расследовании места преступления.
В отличие от оригинала, в сиквеле, в рукопашном бою, можно по отдельности использовать левую руку (левый триггер) и правую руку (правый триггер). Так же при длинной цепочки ударов можно использовать Quick Time Events, с помощью которого можно разными способами добивать врагов. Также врагов можно убивать с помощью вашего окружения (например, кинуть на стену с шипами или врезав противника в телевизор).
В Condemned 2 более глубокий геймплей расследований убийств. Игроки могут исследовать и каталогизировать различные улики на месте преступления, и основываясь на фактах делать предположения о характере преступления. Правильно распутанные загадки повышают рейтинг игрока, что позволяет получить дополнительные вещи, такие как кастет или бронежилет.

### Многопользовательская игра
В игре, в отличие от первой части, присутствует многопользовательский режим. Всего в игре 9 разных карт. На одном сервере 8 игроков могут играть в 4 разных режима:
- Deathmatch — игрок, который убьёт больше всего других игроков за определённое время выигрывает.
- Team Deathmatch — две команды, которые соревнуются в количестве фрагов.
- Bum Rush — режим, в котором агенты SCU сражаются против бомжей. SCU не могут возрождаться, однако имеют огнестрельное оружие и повышенный запас жизней. Цель — продержаться максимальное кол-во времени.
- Crime Scenes — другой тип игры, в котором бомжи должны скрывать доказательство убийств, а агенты, используя инструменты, должны найти улики. Выиграет тот, кто быстрее справится с заданием.

## Отзывы
| Сводный рейтинг    | Сводный рейтинг | Сводный рейтинг       |
| Издание            | Оценка          | Оценка                |
| Издание            | PS3             | Xbox 360              |
| ------------------ | --------------- | --------------------- |
| GameRankings       | 82,92 %         | 81,05 %               |
| Metacritic         | 82/100          | 80/100                |
| Иноязычные издания |                 |                       |
| Издание            | Оценка          | Оценка                |
| Издание            | PS3             | Xbox 360              |
| Destructoid        | N/A             | 3/10                  |
| Edge               | N/A             | 5/10                  |
| Eurogamer          | N/A             | 8/10                  |
| Game Informer      | 8,75/10         | 8,75/10               |
| GameRevolution     | B−              | B−                    |
| GameSpot           | 8,5/10          | 8,5/10                |
| GameSpy            | [ 11 ]          | [ 12 ]                |
| GameTrailers       | 8/10            | 8/10                  |
| GameZone           | 8,5/10          | 8,6/10                |
| IGN                | 8/10            | (AU) 8,4/10 (US) 8/10 |
| OXM                | N/A             | 8/10                  |
| The A.V. Club      | N/A             | B−                    |
| Wired              | [ 21 ]          | [ 21 ]                |

Condemned 2: Bloodshot получила положительные отзывы, как и ее предшественница.

## Продолжение
Слухи о разработке триквела циркулировали с момента выхода второй части. Однако, один из бывших разработчиков серии в интервью для сайта NeoGAF в 2011 году заявил, что продолжение не разрабатывается, так как Condemned 2 провалился в продажах.
Сооснователь Monolith Productions и бывший генеральный директор Джейс Холл заявил, что в настоящее время владеет правами на серию Condemned, и 31 января 2015 года он выразил свой интерес в разработке сиквела в Facebook. Там он опубликовал запись, в которой призвал независимые команды разработчиков присылать ему идеи насчёт Condemned 3. Найдя такую команду, Холл отдаст «ключи от игры».